# Забудова провулку Лікарняного
Забудова провулку Лікарняного (нині лікарня) — пам'ятка архітектури місцевого значення. Охоронний номер 268. Роки забудови 1880, 1901, 1912.

Архітектурний комплекс, що складається з трьох будинків, розміщених уздовж пров. Амбулаторного (Лікарняного), 1. Розташовується в історичному середмісті смт Томаківки у центральній частині селища. За містобудівною роллю будинки виступають рядовою забудовою.

Одноповерхові, цегляні, без підвальної частини та горищних приміщень. Дах — скатний, перекритий шифером по дерев'яних конструкціях. Фасади оштукатурені, пофарбовані у білий колір, цоколь — чорного кольору. Технічний стан — задовільний. До будинків прилаштовані різногабаритні одноповерхові прибудови без декорування. Нумерація корпусів комплексу прийнята умовно, зі зростанням номерів із заходу на схід.
Корпус № 1 — П-подібної в плані форми, зведений у 1880 р. Первісно головний фасад мав тридільну, симетричну центральноосьову композицію, у сім осей прямокутних віконних прорізів (з центральною — триосьовою частиною, та бічними — двоосьовими). Прорізи декоровані сандриками з прямокутними фронтонами, що переходять у оперізуючий гурт, та сандриками зі стиснутим лучковим завершенням (на головному фасаді). Прорізи на прибудованих об'ємах — не декоровані. Кутові пілястри — рустовано. Елементами вертикального членування виступають профільовані цегляні гурти. Аттикове завершення центрального ризаліту втрачено. Частина первісних віконних прорізів (частково закладені) заднього та бічних фасадів, декоровані лиштвами з замком. Будинок є прикладом архітектури еклектики кінця XIX ст.
Лікарняний корпус № 2 збудований у 1912 р. Первісний об'єм має в плані прямокутну форму, з виступаючим по центральній осі тамбуром, який над увінчуючим карнизом має аттикове завершення. На поверхні аттика розташовано витягнуту ширінку, тло якої прикрашав надпис із цегли, від якого наразі залишилась остання літера «Я». До симетричного, центральноосьового за композицією первісного об'єму, приблизно у 1970-х pp. виконано значну за довжиною прибудову (у шість віконних прорізів по дворовому фасаду). Над парадним входом розміщується кований ажурний козирок. Віконні та дверні прорізи — прямокутної форми, їхні первісні дерев'яні заповнення збережені. Елементами декорування виступають перемички віконних прорізів головного фасаду, виділені із загального тла текстурою; гладкі та канельовані лопатки (бічні та у міжвіконних простінках); гурти. За стильовою ознакою будівля належить до модерну раціонального напрямку.
Житловий будинок купця Смолякова (корпус № 3) зведено у 1901 р. З прибудовою до первісно прямокутного в плані об'єму двох різногабаритних крил будинок отримав у плані Г-подібну форму. Через розташування будинку, на розі провулку, обидва фасади (південно-східний та південно-західний) отримали пишне оздоблення. До триосьового первісного фасаду виконано одноосьову прибудову, а до шестиосьового — двоосьову прибудову. Вхід до будинку розташовано з двору. Віконні прорізи прямокутної форми декоровані сандриками, прямокутний фронтон яких спирається на тричвертні колони. Наріжжя будинку декоровано канельованими пілястрами з кутовою тричвертною колонкою. Поверхня стіни рустована. Міжвіконні простінки під підвіконним гуртом декоровані поребриком. Увінчуючий карниз прикрашено модульонами. В міжвіконних простінках на шестиосьовому фасаді поміщено дату будівництва — «1901» та, ймовірно, ініціали власника — Н. А. С. (Смоляков Н. А.). За архітектурно-композиційним вирішенням будівля належить до еклектики.